# Radomno (Dobiesławiec)
Radomno – osada wsi Dobiesławiec w Polsce, położona w województwie zachodniopomorskim, w powiecie koszalińskim, w gminie Będzino.
W latach 1975–1998 Radomno położone było w województwie koszalińskim.